# Radosław Wiśniewski (pisarz)

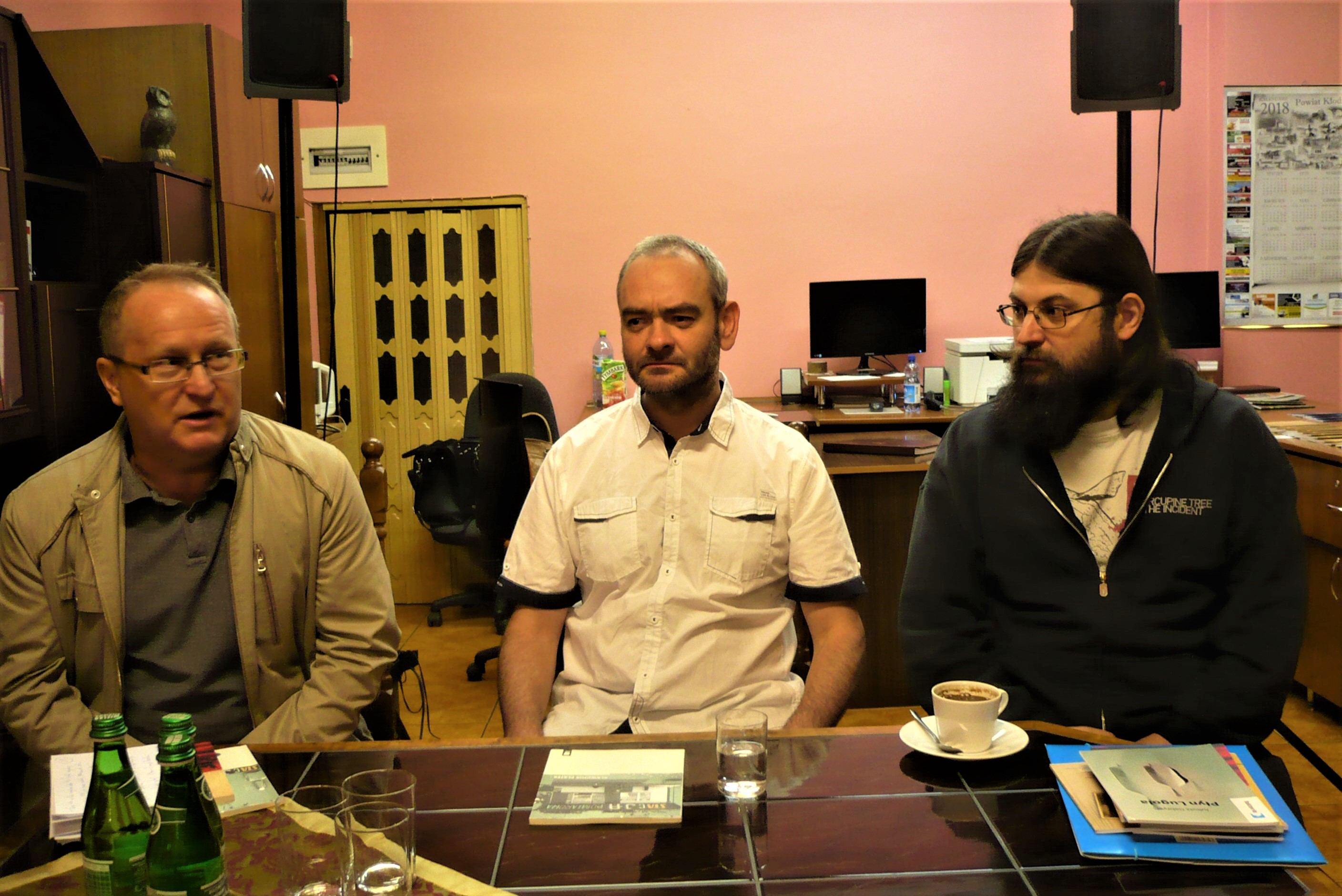
K. Maliszewski, S. Płatek, R. Wiśniewski w Nowej Rudzie, 2018

Radosław Wiśniewski (ur. 30 lipca 1974 w Warszawie) – polski poeta, krytyk literacki; współzałożyciel i redaktor naczelny kwartalnika „Red.” (2006–2013).

## Życiorys
Jest absolwentem studiów psychologicznych na Uniwersytecie Jagiellońskim w Krakowie, ponadto studiował w Opolu i Toronto. Mieszka w Kiełczowie, związany z Brzegiem, pracuje we Wrocławiu. Był dyrektorem wiejskiego domu kultury. Współzałożyciel i aktywny członek działającej w Brzegu grupy poetyckiej Stowarzyszenie Żywych Poetów. Był jednym z głównych twórców wydawanego przez tę grupę w latach 1998–2004 artzinu „BregArt”, w latach 2002–2003 był stałym współpracownikiem pisma „Undergrunt”, w latach 2000–2001 naczelny i jedyny redaktor „Informatora Kulturalnego Opolszczyzny”. Od 2015 redaktor reaktywowanego art-zina „Nowy BregArt”.
Jest laureatem wielu wyróżnień i nagród literackich, między innymi Literackiej Nagrody Młodych im. Marka Jodłowskiego (1999), Ogólnopolskiej Literackiej Nagrody Młodych warszawskiego oddziału ZLP (1999), a także Nagrodą Marszałka Województwa Opolskiego dla animatorów kultury (2008); stypendysta Ministra Kultury i Dziedzictwa Narodowego w roku 2004 oraz w roku 2016.
Publikuje w pismach literackich, stale współpracował z czasopismem „Studium” jako felietonista, a także z czasopismem „Odra” jako współredaktor kwartalnego dodatku literackiego – „Ósmy Arkusz” (2002–2008), a także w latach 2007–2012 współpracował z serwisem www.empik.com jako krytyk/publicysta.
Jako krytyk bywa łączony z literaturą zaangażowaną (tekst Niepodległość gestu opublikowany w numerze 2(56)/2006 „Studium”) oraz próbą odtworzenia programu artystycznego poezji neo-apokryficznej.
Tłumaczony na język angielski, niemiecki, hiszpański, czeski, węgierski.
W 2007 był współinicjatorem internetowego projektu Pekin 2008 – druga strona medalu. W roku 2009 wspólnie z Patrykiem Dolińskim przeformułowali serwis na Poeci dla Tybetu. Był inicjatorem akcji artystycznych pod hasłem „Poeci dla Tybetu” w latach 2010 i 2015.

## Poezja
- Nikt z przydomkiem, Undergrunt, Toruń 2003, ISBN 83-917954-2-X.
- Albedo, Zielona Sowa, Kraków 2006, ISBN 83-7435-188-8.
- NeoNoe, Fundacja Pogranicze, Sejny 2009, ISBN 978-83-61388-44-9 oraz ISBN 978-83-61388-40-1.
- Abdykacja – wiersze zaangażowane i nie, Muzeum Witolda Gombrowicza, Wsola 2013, ISBN 978-83-89378-70-5.
- Inne bluesy, Galeria BWA Olkusz/Biblioteka „Frazy”, Olkusz 2015, ISBN 978-83-940677-8-6.
- Psalm do św. Sabiny, Stowarzyszenie Żywych Poetów, Brzeg 2016, ISBN 978-83-61381-90-7 (wydanie II, Stowarzyszenie Prowincja Łabuź, Łobez 2022, wydanie III poprawione, wydawnictwo papierwdole/osobne góry, Ligota Mała-Ociąż 2023,         ISBN 978-83-966027-1-8).
- Dzienniki Zenona Kałuży, Biblioteka Arterii, t. 35, Łódź 2017, ISBN 978-83-62733-53-8.
- Kwestionariusz putinowski i inne medytacje w czasach postprawdy, Biblioteka Arterii, t. 44, Łódź 2018, ISBN 978-83-62733-85-9.
- Korniki gniewu, Stowarzyszenie Pisarzy Polskich/Oddział w Łodzi, Łódź 2021, ISBN 978-83-66318-34-2.
- Siedem książek porzuconych, wydawnictwo papierwdole, Ligota Mała 2022, ISBN 978-83-964299-8-8.

## Maxi-single poetyckie
- RAJ/JAR (wraz z Dariuszem Pado), Mamiko, Nowa Ruda 2005, ISBN 83-60224-02-1.
- Korzenie drzewa (wraz z Dariuszem Pado), Stowarzyszenie Żywych Poetów, Brzeg 2008, ISBN 978-83-918846-7-6.

## Proza i publicystyka
- Palimpsest Powstanie, Fundacja Nowoczesna Polska, Warszawa 2019, ISBN 978-83-288-5730-8[5] (wydanie papierowe, Stowarzyszenie Żywych Poetów, Brzeg, 2019, ISBN 978-83-61381-71-6).
- Transmigracja, wydawnictwoj, Wrocław 2019, ISBN 978-83-955516-0-4.
- 1939 Apokalipsa. Początek, Warbook, Ustroń 2020, ISBN 978-83-65904-67-6.
- On uczyni świat lepszym. Listy do Tymoteusza, Wydawnictwo Amaltea, Wrocław 2025, ISBN 978-83-65989-17-8.
- Bany, Wydawnictwo Nowa Głowa, Gdynia 2025, ISBN 978-83-955092-3-0.